# Bichon frisé
Bichon frisé[Nota] (Bichon à Poil Frisé) é uma raça canina cujas origens permanecem incertas, apesar de se especular que o barret e o maltês estejam envolvidos nos cruzamentos que geraram seus exemplares. Bastante parecida e confundida com a raça Poodle, foi com esta cruzada durante anos. Na Europa eram dados de presente, e na França, na corte de Henrique III, eram tão bem tratados e enfeitados que provavelmente tenham sido a origem do verbo bichonner (que significa: "enfeitar") Raça reivindicada pela França, é reconhecido pela FCI como sendo de origem espanhola e belga.

## Personalidade e Temperamento
Os Bichon Frisé, para muitos especialistas, são considerados ótimos cães de companhia. A raça é ativa, brincalhona, carinhosa, têm um temperamento equilibrado e se dão bem com crianças. Raramente eles se mostram nervosos ou ansiosos, mas por outro lado, precisam de uma dose a mais de exercícios físicos se comparado à outras raças de pequeno porte. Outro ponto positivo é seu alto grau de sociabilidade com humanos e até mesmo outros pets e, consequentemente, não lidam bem com a solidão e precisam estar sempre em companhia.